# Upsahl
Taylor Cameron Upsahl, conosciuta come Upsahl (Phoenix, 28 novembre 1998), è una cantautrice statunitense.

## Biografia
Nata e cresciuta a Phoenix in Arizona, inizia a suonare pianoforte e chitarra all'età di 5 anni frequentando l'Arizona School for the Arts.

## Carriera
È diventata rapidamente una delle preferite nei locali per gli spettacoli in tournée nazionali a Phoenix. 
Nel 2017 Upsahl ha pubblicato il suo primo singolo Can You Hear Me Now. Nello stesso anno ha suonato al McDowell Mountain Music Festival nel 2017, aprendo per The Shins, Beck e Flume.
Nell'estate del 2018 ha firmato un contratto discografico con Arista Records. È stata la prima artista a firmare con l'etichetta discografica appena rilanciata. Nello stesso anno ha pubblicato il suo primo singolo "Rough". 
L'8 marzo 2019, ha pubblicato il suo EP di debutto Hindsight 20/20 insieme al suo singolo "Drugs".
Nel 2020 ha pubblicato il singolo "12345SEX", in seguito ai singoli "People I Don't Like" e "MoneyOnMyMind", entrambe le canzoni sono state incluse nel suo secondo EP, Young Life Crisis. 
Nel 2021 ha pubblicato i singoli "Douchebag", "Melatonin", "Time of my Life" e "Lunatic".  Tutte le canzoni sono presenti nel suo album di debutto in studio, Lady Jesus, che è stato pubblicato l'8 ottobre 2021.

## Discografia

### Album in studio
- 2021 – Lady Jesus
- 2022 – This Is My First Live Album

### Singoli
- 2017 – Can You Hear Me Now
- 2018 – Rough
- 2018 – Kiss Me Now
- 2018 – The Other Team
- 2019 – Drugs
- 2019 – Wish You'd Make Me Cry
- 2019 – Smile for the Camera
- 2020 – 12345Sex
- 2020 – People I Don't Like
- 2020 – MoneyOnMyMind (con Absofacto)
- 2021 – Stop!
- 2021 – Douchebag
- 2021 – Melatonin
- 2021 – Time of My Life
- 2021 – Lunatic
- 2021 – Thriving
- 2021 – Notorious
- 2021 – IDFWFEELINGS
- 2021 – Sunny D
- 2021 - Last Supper
- 2021 – Lady Jesus
- 2022 – Monica Lewinsky
- 2022 – Antsy
- 2022 – Ritual
- 2022 – Into My Body
- 2023 – Good Girl Era
- 2023 – Condoms
- 2023 – Sick Pretty Mind
- 2023 – Wet White Tee Shirt

### EP
- 2019 – Hindsight 20/20
- 2020 – Young Life
- 2022 – Sagittarius

### Collaborazioni
- 2021 – Let There Be Drums (con Feder)
- 2021 – Palm Reader (con i Dreamers e Big Boi)
- 2021 – Happy Endings (con Mike Shinoda e Iann Dior)
- 2021 – Woman On The Moon (con Yung Bae)
- 2022 – After the Tone (con LLusion)
- 2022 – Shut Up (con Alan Walker)

## Tournée
- 2022/23 – This Is My First Headline Tour